# Pavel Dmitrievič Mansurov
Pavel Dmitrievič Mansurov (in russo Павел Дмитриевич Мансуров?; Mosca, 1726 – San Pietroburgo, 16 settembre 1801) è stato un generale e principe russo.

## Biografia
Proveniente dalla nobile famiglia russa dei Mansurov, Pavel iniziò la carriera militare nel 1736 e prese parte alla guerra russo svedese del 1741-1743 prima e alla guerra dei sette anni poi. Il 25 novembre, dopo 25 anni di fedele servizio come ufficiale, venne insignito dell'Ordine di San Giorgio di IV classe.
Nel novembre del 1773, con decreto del Collegio Militare, Mansurov e il maggiore generale Pëtr Michajlovič Golicyn, guidati dal generale Aleksandr Il'ič Bibikov, vennero inviati a reprimere la ribellione dei cosacchi dell'Ural guidati da Pugačëv. La squadra guidata da Mansurov sconfisse gli uomini del comandante di Pugačëv, Il'ja Fëdorovič Arapov, nello scontro presso Alekseevskij e a Buzuluk, e infine alla fortezza di Soročinsk si unì al corpo d'armata del generale Golicyn, che si portò li provenendo da Kazan'.
Il 22 marzo 1774, Golicyn e Mansurov sconfissero gli uomini di Pugačëv nella battaglia della fortezza di Tatiščevo prima, e poi nella battaglia di Sakmara; dopo questi fatti la brigata di Mansurov, rafforzata dal reggimento degli ussari di Izjum e da un distaccamento di cosacchi del caposquadra M. M. Borodin, lanciò un attacco diretto contro Jaickij gorodok. All'inizio di aprile, Mansurov occupò le fortezze di Nižnaja Ozernaja e Rasypnaja, l'insediamento di Ilek e il 12 aprile i ribelli cosacchi vennero sconfitti nell'avamposto di Irteck.
La brigata di Mansurov entrò a Jaickij gorodok il 16 aprile, liberando la fortezza locale e salvando la cattedrale di San Michele Arcangelo assediata dalle truppe di Pugačëv dal 30 dicembre 1773. Tra maggio e luglio, Mansurov sconfisse gli atamani Michail Prokof'evič Tolkačëv, Fëdor Ivanovič Derbetev, Stepan Leont'evič Rečkin e Ivan Andreevič Fofanov nella steppa vicino a Jaickij gorodok, presso i fiumi Uzen' e Irgiz; tra agosto e settembre, sconfisse gli ultimi cosacchi ribelli tra il Volga e l'Ural, fatto che portò alla cattura di Pugačëv. Per il servizio brillantemente prestato alla Russia nella repressione dei ribelli, Mansurov ricevette una ricompensa di 40 000 acri di terra e gli venne conferito l'Ordine di Sant'Anna (1774).
Con decreto della zarina Caterina II del 28 giugno 1777, fu promosso tenente generale. Per i servizi resi al governo zarista, fu premiato con ulteriori 30 000 ettari di terreno nell'area degli Urali meridionali, dove egli fece trasferire 300 contadini alle sue dipendenze dai distretti di Medyn' e di Mosal'sk, nel governatorato di Kaluga. Su queste terre della steppa scarsamente popolate, fondò una serie di insediamenti, tra cui Spasskoe (Mansurovo) e Aleksandrovka (Burunča). Nel 1778-81 ottenne la carica di governatore del governatorato di Pskov e il 28 giugno 1781 venne nominato dalla zarina alla carica di senatore. Dopo la morte della zarina nel 1796 e l'ascesa al potere di suo figlio Paolo I, nel 1798 venne licenziato dai suoi incarichi e costretto alla pensione per raggiunti limiti di età. Morì il 16 settembre 1801 a San Pietroburgo e venne sepolto nel cimitero ortodosso di Smolensk.
Dal suo matrimonio, oltre a due figlie, ebbe un maschio, Aleksandr, anch'egli militare come il padre.